# Syllegomydas dispar
Syllegomydas dispar är en tvåvingeart som först beskrevs av Friedrich Hermann Loew 1852.  Syllegomydas dispar ingår i släktet Syllegomydas och familjen Mydidae.
Artens utbredningsområde är Moçambique. Inga underarter finns listade i Catalogue of Life.